# 新光投信
新光證券投資信託股份有限公司，簡稱新光投信，成立於1992年9月，主要業務為發行信託基金並運用其從事投資業務，旗下涵蓋公募基金、私募基金、全權委託、及境外基金等金融商品。

## 歷史
原名「台灣證券投資信託股份有限公司」，2001年更名為「新光證券投資信託股份有限公司」，2006年7月18日成為新光集團新光金控的成員，並於2006年10月9日與新昕投信合併。
預計2025年底前併入台新投信。